# Nicaragua i olympiska sommarspelen 2012
Nicaragua deltog i de olympiska sommarspelen 2012 som ägde rum i London i Storbritannien mellan den 27 juli och den 12 augusti 2012.

## Boxning
- Huvudartikel: Boxning vid olympiska sommarspelen 2012

Herrar
| Boxare      | Gren          | Sextondelsfinal         | Åttondelsfinal       | Kvartsfinal          | Semifinal            | Final                | Final            |
| Boxare      | Gren          | Motståndare Resultat    | Motståndare Resultat | Motståndare Resultat | Motståndare Resultat | Motståndare Resultat | Placering        |
| ----------- | ------------- | ----------------------- | -------------------- | -------------------- | -------------------- | -------------------- | ---------------- |
| Osmar Bravo | Lätt tungvikt | Drašković (MNE) W 16–11 | Gvozdyk (UKR) L 6–18 | Gick inte vidare     | Gick inte vidare     | Gick inte vidare     | Gick inte vidare |

## Friidrott
- Huvudartikel: Friidrott vid olympiska sommarspelen 2012

Förkortningar
- Notera – Placeringar gäller endast den tävlandes eget heat
- Q = Kvalificerade sig till nästa omgång via placering
- q = Kvalificerade sig på tid eller, i fältgrenarna, på placering utan att ha nått kvalgränsen
- NR = Nationellt rekord
- N/A = Omgången inte möjlig i grenen
- Bye = Idrottaren behövde inte delta i omgången

Herrar
Bana och väg
| Idrottare    | Gren  | Heat     | Heat      | Semifinal        | Semifinal        | Final            | Final            |
| Idrottare    | Gren  | Resultat | Placering | Resultat         | Placering        | Resultat         | Placering        |
| ------------ | ----- | -------- | --------- | ---------------- | ---------------- | ---------------- | ---------------- |
| Edgar Cortez | 800 m | 1:58.99  | 7         | Gick inte vidare | Gick inte vidare | Gick inte vidare | Gick inte vidare |

Damer
Bana och väg
| Idrottare              | Gren  | Heat     | Heat      | Semifinal        | Semifinal        | Final            | Final            |
| Idrottare              | Gren  | Resultat | Placering | Resultat         | Placering        | Resultat         | Placering        |
| ---------------------- | ----- | -------- | --------- | ---------------- | ---------------- | ---------------- | ---------------- |
| Ingrid Yahoska Narvaez | 400 m | 59.55    | 6         | Gick inte vidare | Gick inte vidare | Gick inte vidare | Gick inte vidare |